# Farní sbor Českobratrské církve evangelické v Praze 2 – Vinohrady
Farní sbor Českobratrské církve evangelické v Praze 2 – Vinohradech je sborem Českobratrské církve evangelické v Praze. Sbor spadá pod Pražský seniorát.
Duchovním sboru je farář Zdeněk Šorm, kurátorem sboru Michal Janeček.
Sbor reformované církve v rozvíjejícím se městě Královské Vinohrady vznikl roku 1882. Sborový dům na Korunní ulici podle projektu Antonína Turka je sídlem sboru od roku 1908; po svém založení sbor sídlil v najatých prostorách a od roku 1900 krátce ve sborovém domě na Koperníkově ulici čp. 1071/7, postaveném podle návrhu Eduarda Sochora (dnes je v objektu mateřská škola).

## Faráři sboru
- Ludvík Bohumil Kašpar (1891–1901)
- Ludvík Bohumil Marek (1893–1894)
- Timoteus Blahoslav Kašpar (1899–1902)
- Ludvík Bohumil Marek (1903–1921)
- Jan Kučera (1917–1925)
- Bedřich Jerie (1923–1953)
- Miloš Bič dr. h.c. (1934–1936)
- František Marounek (1941–1942)
- Josef Kovář (1942–1943)
- Zdeněk Jokl (1944–1946)
- Miroslav Heryán (1947–1949)
- Jiří Tytl (1951–1952)
- Alena Balabánová (1953)
- Jiří Tytl (1954–1955)
- Bohuslav Otřísal (1970–1990)
- Jaromír Dus (1990–1999)
- Petr Sláma Th.D. (1997–2000)
- Mikuláš Vymětal Th.D. (1999–2000)
- Martin T. Zikmund (2000–2007)
- Jaromír Strádal st (2006)
- Ester Čašková (od 2007)
- Zdeněk Šorm (od 2018)